# Konrad Ernst Ackermann
Konrad Ernst Ackermann (Schwerin, 1º febbraio 1712 – Amburgo, 13 novembre 1771) è stato un attore teatrale, impresario teatrale e capocomico tedesco.
Costituita una propria compagnia teatrale recitò a Danzica, Varsavia, Breslavia e Francoforte sul Meno e dal 1764 si assunse la responsabilità di un teatro quasi stabile ad Amburgo. Nel 1767, per motivi finanziari, ne cedette la direzione all'Enterprise del nuovo Teatro nazionale tedesco, ma il generoso tentativo di un teatro d'arte, per quanto sorretto da Gotthold Ephraim Lessing, non ebbe il successo sperato. Nel 1769 riprese la vita nomade, cedendo poco dopo la direzione al figliastro Friedrich Ludwig Schröder.
Come attore fu lodato particolarmente nelle parti comiche e di caratterista.